# Sistema de alerta temprana en conflictos armados
Un sistema de alerta temprana en conflictos armados es un instrumento de prevención de conflictos basado en la aplicación sistemática de procedimientos estandarizados de recogida, análisis y procesamiento de datos relativos a situaciones potencialmente violentas, destinado a alertar a los centros de decisión política para la adopción a tiempo de medidas con las que evitar el estallido del conflicto, o bien su extensión o intensificación (Pérez, 2001: 541).

## Antecedentes
El concepto de alerta temprana durante la Guerra Fría estuvo asociado al ámbito militar, a través de centros especializados en los que se desarrollaban Sistemas de Alerta Temprana (SAT)Muchas veces las naciones con mayores problemas de riesgos de tsunami, implementan sistemas de alerta temprana a través de sirenas electrónicas de alta potencia, para alertar a la población antes de un evento de esta naturaleza.

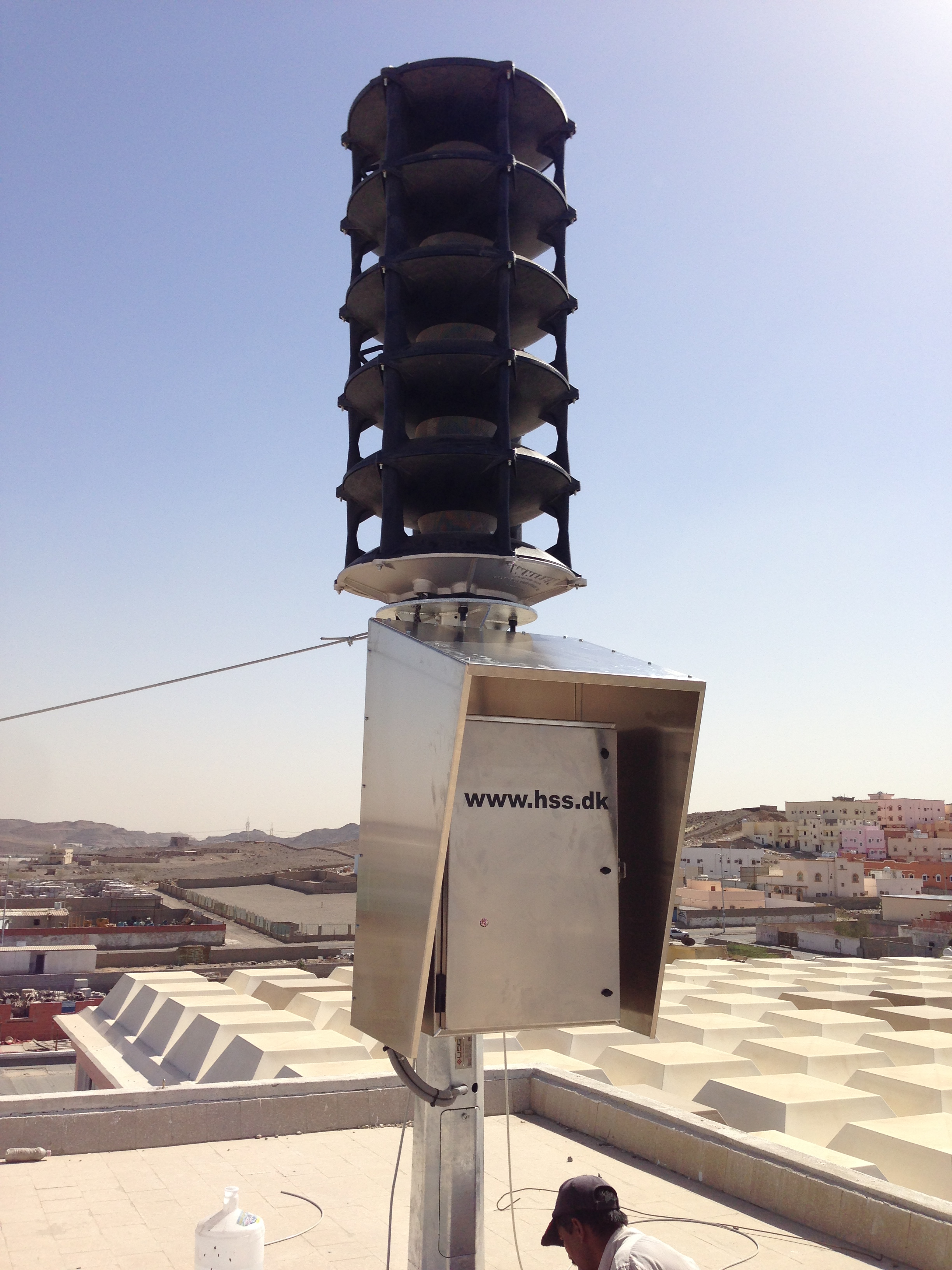
A HSS Engineering TWS 295 electronic sirens warning Civil Defense siren,NATO sirens, sirena diseña para sistemas de alerta temprana, sirena electrónica de alta potencia 123dB.

cuyo objetivo era la prevención de ataques sorpresa del enemigo o de accidentes militares. En el contexto de las armas nucleares, la alerta temprana aludía a la tecnología capaz de detectar o incluso anticipar el lanzamiento de misiles en un ataque sorpresivo. En el contexto europeo, el objetivo principal de la alerta temprana durante la Guerra Fría fue controlar la dinámica del conflicto entre la OTAN y el Pacto de Varsovia, especialmente para prevenir un ataque sorpresa que pudiera llevar a una demostración nuclear de los países.
El concepto de alerta temprana fue elaborado también con relación a la prevención de catástrofes naturales como las inundaciones, erupciones volcánicas o terremotos, entre otras.
A mediados de los 80, comenzaron a diseñarse sistemas de alerta temprana de seguridad alimentaria, basados en el análisis de datos socioeconómicos –-producción alimentaria, estado nutricional y sanitario, alteración de los precios del grano y del ganado, movimientos migratorios, etc. - a fin de predecir situaciones de aumento de la vulnerabilidad de la población y activar intervenciones políticas para evitar que las sequías u otras catástrofes acabaran desencadenando hambrunas (Pérez, 2001).
Desde una aproximación similar, pero enfatizando en mayor medida los indicadores políticos sobre los económicos, en la década de los 90 ganaron peso los argumentos a favor de la aplicación del concepto de alerta temprana a los conflictos armados interestatales y, especialmente, a los conflictos civiles o internos, por constituir en la actualidad la inmensa mayoría.

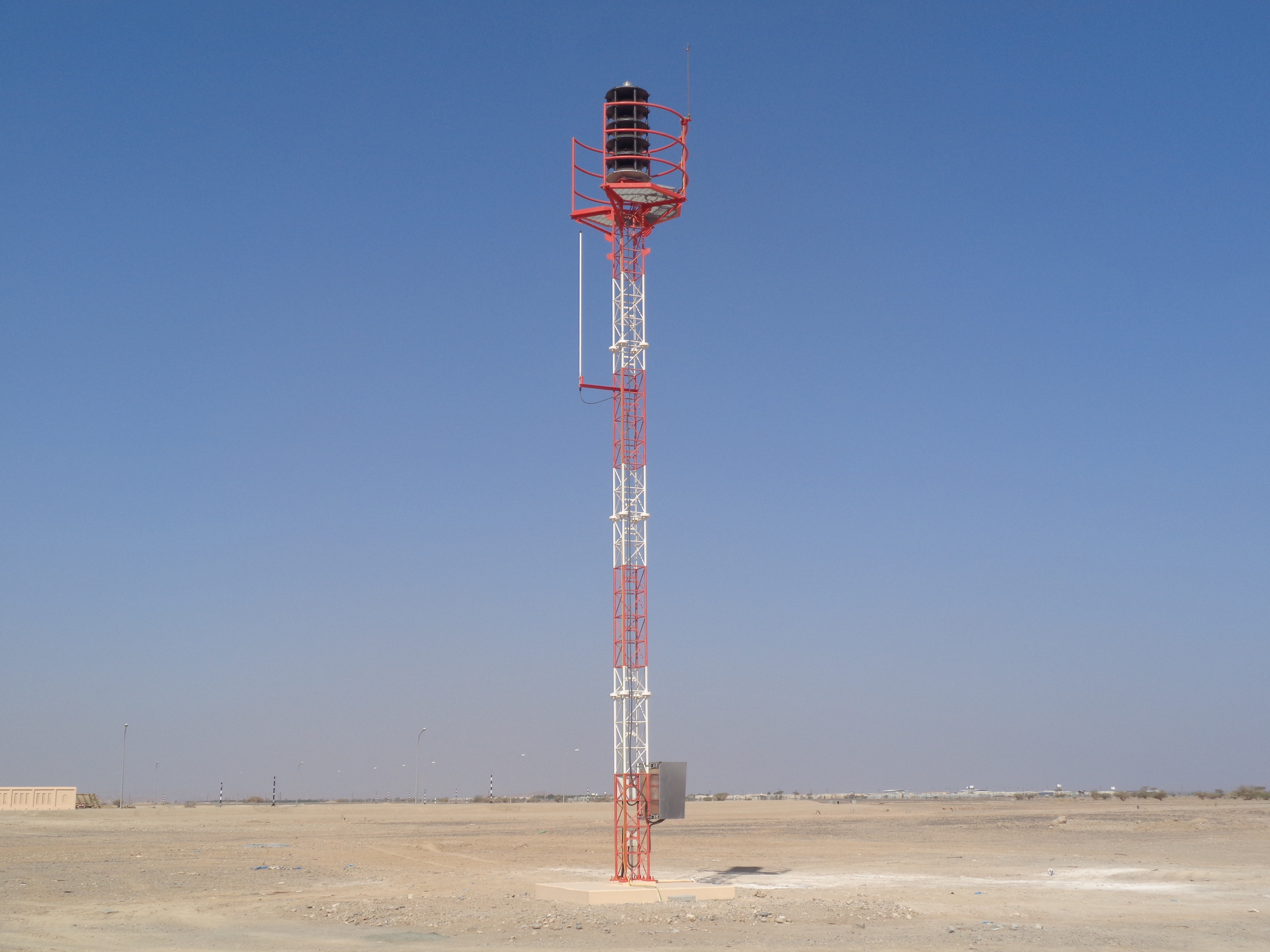
sirena alerta temprana para tsunami sismos inundaciones

En resumen, los orígenes de los sistemas de alerta temprana modernos se pueden encontrar en dos raíces: la primera, en la inteligencia estratégica militar para predecir un ataque. La segunda, utilizada para anticipar posibles crisis humanitarias generadas por los desastres naturales y/o humanos tales como la sequía y las hambrunas.

## Características
La alerta temprana y su consecuente respuesta temprana se consideran uno de los pilares de la prevención operativa de conflictos armados.
De acuerdo a Anna Matveeva (2006) un sistema de alerta temprana se refiere a cualquier iniciativa que se centre en la recolección sistemática de datos, análisis y/o formulación de recomendaciones, incluyendo la evaluación de los riesgos y el intercambio de información. El término respuesta temprana se refiere a cualquier iniciativa que se lleve a cabo en las etapas latentes de un conflicto armado potencial con el objetivo de reducir sus efectos, resolverlos o transformarlos.
Esta misma autora señala que existe una variedad de enfoques teóricos y prácticos para la alerta y la respuesta temprana. Sin embargo, la opinión generalizada indica que un sistema de alerta temprana debería incluir seis mecanismos centrales:
- recolección de datos
- análisis de datos
- evaluación para el alerta o la identificación de diferentes escenarios posibles
- formulación de propuestas de acción
- transmisión de recomendaciones
- evaluación de la respuesta temprana

Existe un debate acerca de lo que se acepta o no como alerta temprana. Este debate gira en torno a la precisión que se demanda de ella. En un punto del debate se acepta un sentido vago del futuro conflicto, mientras que en otro se demanda una predicción precisa que incluye la escala, naturaleza, tiempo y lugar en el que ha de generarse la violencia. Asimismo, por un lado se considera que los indicadores de violencia constituyen en sí mismos una alerta temprana, mientras por otro se busca manifestaciones explícitas de efectos acumulativos de todos los factores que generan la violencia. Superando este debate, es importante señalar que los diferentes puntos no son excluyentes. Es tan importante alertar, acerca de cualquier indicio de violencia, sin esperar a obtener datos precisos cuya espera pudiera significar el estallido inminente del conflicto, como continuar con la labor de obtención de información lo más precisa posible.
Walter Dorn (2002) considera que el carácter de alerta temprana puede medirse en una escala de tiempo -qué tan temprana es la alerta- e intensidad -qué tan fuerte es la alerta. Por tanto, un punto de equilibrio entre ambas es importante. Dorn especifica que una alerta temprana debe darse en un periodo de uno a seis meses. Por su parte, el Programa interdisciplinario de investigación sobre las causas que originan las violaciones de derechos humanos (PIOOM, por sus siglas en holandés) consideró que el tiempo ideal en que debe darse la alerta temprana está entre los seis y los doce meses. De seis semanas a seis meses es una alerta a tiempo y dándose con seis semanas de anterioridad al estallido del conflicto es una alerta tardía.

## Clasificación
Alexander Austin (2005) clasifica los sistemas de alerta temprana de acuerdo a la metodología que utilizan: cuantitativa; cualitativa; un proceso dual de lo cuantitativo y lo cualitativo; y redes.

### Modelos cualitativos
Se caracterizan por formar grupos de observación o vigilancia, tales como Human Rights Watch, Amnistía Internacional e International Crisis Group. Emplean analistas de campo o enviados especiales normalmente situados dentro de la región en conflicto, para vigilar, hacer seguimiento de la situación y llevar a cabo investigaciones específicas. Este trabajo genera un conjunto de recomendaciones que son normalmente remitidas a los responsables políticos de la toma de decisiones. Estos modelos intentan traducir los hallazgos de los modelos teóricos en políticas prácticas.

### Modelos cuantitativos
Se basan en una recolección sistemática y procesamiento de la información empírica de acuerdo a un sistema dado de criterios. El objetivo principal es el de aislar los factores que contribuyen al estallido del conflicto o que lo hacen más posible. De la evidencia empírica, intentan comprobar los antecedentes estructurales del contexto, los acontecimientos y los procesos que causaron el estallido de la violencia. Esto supone el entendimiento de las causas que originan los conflictos, explicando su dinámica con la intención de dar una respuesta. Los sistemas basados en metodologías cuantitativas se pueden clasificar en cinco principales modelos: estructural, acelerador, umbral, coyuntural y de respuesta.
- Modelos estructurales: también designados modelos causales o de evaluación de riesgo, tienen como objetivo identificar las condiciones y los contextos estructurales bajo los cuales el conflicto violento puede estallar, poniendo mayor atención a las conexiones entre los fenómenos del conflicto. De una lista predefinida de indicadores, los modelos revisan las relaciones causales entre estos indicadores y su magnitud. La base de datos, correspondiente a conflictos anteriores, se utiliza para identificar dicha magnitud.
- Modelos de aceleración: también designados modelos secuenciales o de proceso, buscan identificar los procesos desencadenantes y antecedentes que provocan y conducen al conflicto. Desarrollándose sobre la evaluación del riesgo, añadiendo un marco temporal, los modelos de aceleración identifican las secuencias de los fenómenos en los que comúnmente ocurrieron los conflictos en el pasado. Estos modelos tratan de identificar de manera más precisa cuándo las situaciones de tensión y alto riesgo, dadas por las condiciones estructurales, tuvieron probabilidad de convertirse en una situación de crisis. Los modelos secuenciales observan la dinámica del proceso del conflicto haciendo una clara distinción entre las causas de fondo y los desencadenantes de los conflictos.
- Modelos coyunturales: similares a los modelos estructurales, operan usando indicadores predefinidos pero difieren de estos en la medida que no examinan la magnitud sino la relación y combinación de los indicadores. Este tipo de modelos apuntan a una explicación de patrones complejos y tratan de especificar secuencias alternativas basadas en la combinación de los indicadores. Aquí, el objetivo no es entender el cómo y el porqué de la escalada de violencia sino enfocarse específicamente en la intensificación de la situación del conflicto.[2]
- Modelos de respuesta: este modelo, a la vez que identifica la secuencia de las causas y sucesos que llevan a la violencia, especifica respuestas que pueden mitigar sus efectos. Lo principal es producir diversos escenarios hipotéticos en respuesta a las diferentes posibilidades de intervención. Este modelo no se centra en la explicación del fenómeno sino en el aprendizaje y la respuesta.
- Modelos de umbral: estos modelos se basan en análisis de datos de los acontecimientos y, aunque no intentan conocer las causas o los procesos del conflicto, sí intentan extraer la información de otros conflictos e identificar semejanzas en los patrones. La utilización de análisis de datos de acontecimientos parte de la suposición de que éstos se agruparán antes de que haya un cambio en alguna de las fases del conflicto. Cada sistema define estas fases. Los sistemas más conocidos definen seis: disputa, conflicto, hostilidades, post-hostilidades, post-hostilidades en el conflicto, post-hostilidades en la disputa, y establecimiento de un acuerdo.

Un ejemplo de modelo cuantitativo es el Integrated Conflict Early Warning Systems que utiliza la DARPA, una agencia del Departamento de Defensa de Estados Unidos cuyo objetivo es desarrollar un sistema automatizado para dar seguimiento y hacer pronósticos de crisis nacionales e internacionales.

### Modelos cuantitativos y cualitativos
En pocos casos algunos proyectos emplean ambas metodologías de manera paralela. Tal es el caso del FAST (Reconocimiento Temprano de la Tensión y Determinación de los Hechos, por sus siglas en alemán) de la Swiss Peace Foundation. Este sistema utiliza cuatro fuentes de información: seguimiento constante (análisis cualitativo), análisis de los acontecimientos (análisis cuantitativo), red de expertos e investigaciones de campo. La metodología se basa en el análisis de los acontecimientos y en la extrapolación de las tendencias que derivan de la escalada y la crisis desde el pasado y hacia el futuro. Los acontecimientos considerados relevantes son asignados con un determinado valor numérico de acuerdo con una escala de conflicto definida. Estos valores se suman y se muestran en un gráfico para combinaciones específicas de indicadores y para períodos específicos de tiempo. FAST establece redes locales de información que son responsables de rastrear y de divulgar información relevante de acuerdo a un grupo específico de preguntas o propiedades relacionadas con la importancia política de un acontecimiento conflictivo o cooperativo. Su información llega a un archivo de acontecimientos que puede consultarse para encontrar indicadores y problemas específicos. El análisis de los datos se complementa con la colaboración de expertos regionales renombrados internacionalmente. Otro ejemplo es el que ha desarrollado el Programa de Conflictos y Construcción de Paz de la Escola de Cultura de Pau cuya base de datos refleja el seguimiento y análisis de la conflictividad internacional. Este instrumento ofrece información sobre conflictos armados activos y tensiones sociopolíticas en el mundo.

### Redes
Aunque en términos estrictos una red no es un sistema formal, las redes contribuyen proporcionando alertas sobre conflictos. Si bien las redes se integran por personas que comparten información, no conforma en sí misma un sistema ya que el trabajo y la información que generan pueden responder a objetivos diversos. Para ser un sistema los elementos deberían estar relacionados de manera ordenada contribuyendo a un mismo objeto. No obstante, las redes cooperan entre sí compartiendo informes de terreno e información general, tanto de ONG como de agencias intergubernamentales. Las redes contribuyen tanto a la obtención de información como a la divulgación de información de alerta. Requieren, en ocasiones, un cierto tipo de coordinación central y tienen la ventaja de ser más rentables que los estudios de campo. Como ejemplos de red están la Office for the Coordination of Humanitarian Affairs Archivado el 22 de marzo de 2011 en Wayback Machine. (OCHA) de Naciones Unidas, el Humanitarian Early Warning Service (HEWS) o el Forum on Early Warning and Early Response (FEWER).

## Indicadores de los Sistemas de Alerta Temprana
Si bien no existe un consenso a nivel internacional sobre el tipo de información que se debe obtener para identificar un posible conflicto, sí se utilizan indicadores que son comunes en los diversos SAT. El Manual de Alerta Temprana y Respuesta Temprana del FEWER (1999) recoge las áreas principales en las que se deben desarrollar indicadores:
1. Políticos: violación de derechos humanos (arrestos arbitrarios, asesinatos políticos, desapariciones); población interna desplazada y refugiados; intervención militar en asuntos políticos.
2. Económicos: desempleo e inseguridad social; pobreza; desigualdad en los ingresos y en el reparto de la tierra; degradación ambiental.
3. Socioculturales: falta de acceso a los medios masivos de comunicación, discriminación racial o étnica.
4. Institucionales: fallos en la regulación de la ley, particularmente, falta de independencia del sistema judicial y la policía; debilidad de las instituciones estatales y represión hacia las organizaciones de la sociedad civil.

Además, este manual divide a los indicadores en:
1. Estructurales (origen de las causas): agrupa factores como la exclusión política sistemática, desigualdad económica inherente, falta de instituciones adecuadas, cambios en el balance demográfico, presencia de minorías étnicas, fuerte dependencia del comercio internacional, deterioro de la tierra y el medioambiente, que crean condiciones previas para los conflictos sociales.
2. Catalizadores: sucesos inmediatos que aceleran el conflicto. Un catalizador que precipita el conflicto puede ser el asesinato de un líder, fraude en las elecciones o los escándalos políticos.
3. Aceleradores: retroalimentación de sucesos que incrementan rápidamente el nivel de relevancia de las condiciones generales más volátiles, como los fallos del sistema político.

## Género y alerta temprana
Las autoras Susanne Schmeidl y Eugenia Piza-López (2002) elaboraron un estudio en el que afirman que cuanto más inclusiva es una sociedad, menos probable es que utilice la fuerza como medio de resolución de conflictos. Igualmente, señalan que, aunque hay una limitada investigación, esta sugiere que los contextos en los que se restringe el acceso de las mujeres a los recursos (económicos, políticos, sociales) y al poder de decisión, así como los contextos en los que se considera a la mujer como inferior al hombre y se acepta la violencia doméstica como norma, están más expuestos a la represión y a los conflictos violentos. Por tanto, proponen que un enfoque sensible al género no sólo atrae la atención sobre la apremiante situación de las mujeres durante el conflicto, sino que enriquece el análisis de la alerta temprana y tiene en cuenta opciones de respuesta adecuadas para hombres y mujeres. Esto se basa en tres hipótesis:
1. Incorporar indicadores sensibles al género en los procesos de recolección y análisis hace que los modelos existentes sean más amplios y permite anticipar un conflicto a nivel macro a través de acontecimientos a nivel micro.
2. Una incorporación de los cambios en un nivel micro, y las interacciones entre hombres y mujeres, afina la formulación de la respuesta política y humanitaria, para tratar las vulnerabilidades específicas y asegurarse de que las políticas discriminatorias no sean perpetuadas en situaciones posbélicas.
3. La alerta temprana y las actividades preventivas pueden ser más efectivas utilizando el potencial de las redes y organizaciones de mujeres como agentes para la paz.

La introducción de la perspectiva de género en el proceso de la alerta temprana da lugar a la utilización de una gama más amplia de instrumentos políticos, que incluye las respuestas a nivel micro. Centrarse en este nivel aumenta la probabilidad de participación de las mujeres y de las organizaciones de mujeres.

## Debates y retos de la alerta temprana
Con relación al debate entre la utilización de modelos cuantitativos o cualitativos un grupo de expertos del Global Partnership for the Prevention of Armed Conflict (GPPAC) concluyó que el conjunto de datos cuantitativos puede ser útil para los resultados cuya intención por naturaleza es resumir, brindando correlaciones y estandarizando la información. Mientras que, los datos cualitativos proporcionan información profunda, sensible al contexto y al actor, y son esencialmente narrativos (Matveeva, 2006).
Matveeva (2006) asegura que la variedad de escuelas y métodos es clave para la madurez del campo. No deben, por tanto, simplificarse para convertirse en un método “correcto”. En cambio, la recolección y el análisis de datos deben estar íntimamente relacionados con el uso que se les pretende dar. El producto final es lo más importante a tener en cuenta. Debería equilibrarse la sofisticación de la metodología con la eficiencia, permitiendo que se dedique tiempo a la formulación de buenas opciones de respuesta a través de las políticas. Para esta autora, la simplicidad y la eficacia son palabras clave en la alerta temprana.
Los Sistemas de Alerta Temprana, según su planteamiento teórico, son efectivos en la medida en que se constituyen como instrumento para la elaboración de estrategias de prevención en los conflictos armados. No obstante, para que la alerta temprana sea efectiva requiere, en la práctica, de una respuesta temprana y ambas requieren de la comprensión de la situación mediante el análisis del conflicto; la anticipación, mediante el seguimiento y análisis de sus procesos y sus particulares condiciones contextuales; y la intervención, de acuerdo con un inventario amplio de mecanismos y medidas, adaptadas a las circunstancias específicas de la crisis compleja de que se trate. Por tanto, el éxito de un SAT depende sobre todo del juicio y perspectiva de las autoridades políticas. En última instancia, la voluntad política de actuar, individual o colectivamente, es de vital importancia para la prevención de los conflictos armados.
Maatveva (2006) considera que la alerta temprana no es una profecía. En cambio, es una herramienta política para el compromiso, y por último, su valor recae en el alcance para prevenir o mitigar conflictos. Un vínculo entre el análisis sistemático continuo por un período prolongado y una variedad de recomendaciones realistas puede ser el mejor producto de la alerta temprana. Si bien la alerta temprana debería mejorar sus predicciones, Austin (2005) sostiene que a menos que el sistema de alerta temprana tenga un mecanismo para mitigar conflictos se obtendrán pocos beneficios mejorando la precisión de los actuales modelos.
En suma, es importante no considerar a la alerta y a la respuesta como acciones separadas, sino como dos caras de la misma moneda. Mientras la respuesta temprana es el objetivo, la alerta temprana es una herramienta para alcanzarlo. Por lo tanto, el valor de la alerta temprana radica en la capacidad de respuesta.